# Каменное (Граховский район)
Каменное — деревня в Граховском районе Удмуртии.
Административный центр Каменского сельского поселения.

## История
По итогам десятой ревизии в 1859 году в 23 дворах казённой починка Каменный при ключе Каменном проживало 300 жителей.
До 1921 года деревня входила в состав Граховской волости Елабужского уезда (с 1921 года — Можгинского). С 1924 года деревня входит в состав Граховского сельсовета, с небольшим перерывом между 1925 и 1932 годами, когда существовал самостоятельный Каменский сельсовет. В результате реформы местного самоуправления 2004 года, Граховский сельсовет был разукрупнён и в восточной его части образовано Каменское сельское поселение с административным центром в деревне Каменное.

## Объекты социальной сферы
- Каменская начальная школа
- Каменский детский сад
- Каменский фельдшерско-акушерский пункт
- Каменский сельский дом культуры
- Каменский филиал центральной библиотечной системы

## Улицы
- Клубная улица
- Колхозная улица
- Кооперативная улица
- Молодёжная улица
- Морозова улица
- Нагорная улица
- Новая улица
- Советская улица
- Школьная улица